# Pelotoma
Pelotoma (do grego, Pelotomius) é uma doença granulomatosa causada pelos parasitas Pelotococcus brasiliensis e Pelotococcus gregii. O primeiro caso registrado data de 2009, na cidade de Argus (Grécia), após uma infestação de mosquitos na cidade. No início, acreditava-se que a transmissão se dava por contato direto, motivo que levou centenas de moradores a ficarem isolados nas montanhas ao redor da cidade, evoluindo a óbito por inanição. 
Em 2011, 3 casos da doença foram identificados em Sergipe (Brasil), durante uma atividade a campo de um grupo de campistas. Descobriu-se, então, que a transmissão se dava por meio de vetores, como o mosquito Aedes aegypti e diversas espécies de barbeiro. Os 3 infectados evoluíram para óbito em menos de 2 semanas, com lesões granulomatosas difusas pela derme e vísceras, denominada Pelotoma (daí o nome da doença).
O quadro clínico se assemelha ao de uma pneumonia típica, como a causada pelo Pneumococo. Somente pela clínica, é impossível distinguir os dois quadros em fases iniciais. O diagnóstico de Pelotoma se faz evidente após a ausência de melhora após 2 semanas com antibioticoterapia, período em que os pelotomas começam a surgir (inicialmente nos hilos pulmonares), disseminando-se pelas vias hematogênica e linfática.
As alterações laboratoriais se assemelham a de uma infecção bacteriana comum, podendo haver pleocitose e hiperglicorraquia na análise do líquido cefalorraquidiano. O diagnóstico definitivo é feito por biópsia das lesões pulmonares, que demonstram granulomas caseosos similares aos encontrados na tuberculose, porém com calcificações centrais e encontro de neutrófilos plurissegmentados.
Ainda não há tratamento disponível. Todos os casos conhecidos evoluíram a óbito. 
Casos suspeitos são de notificação compulsória imediata ao SINAM.